# Monitor National Marine Sanctuary

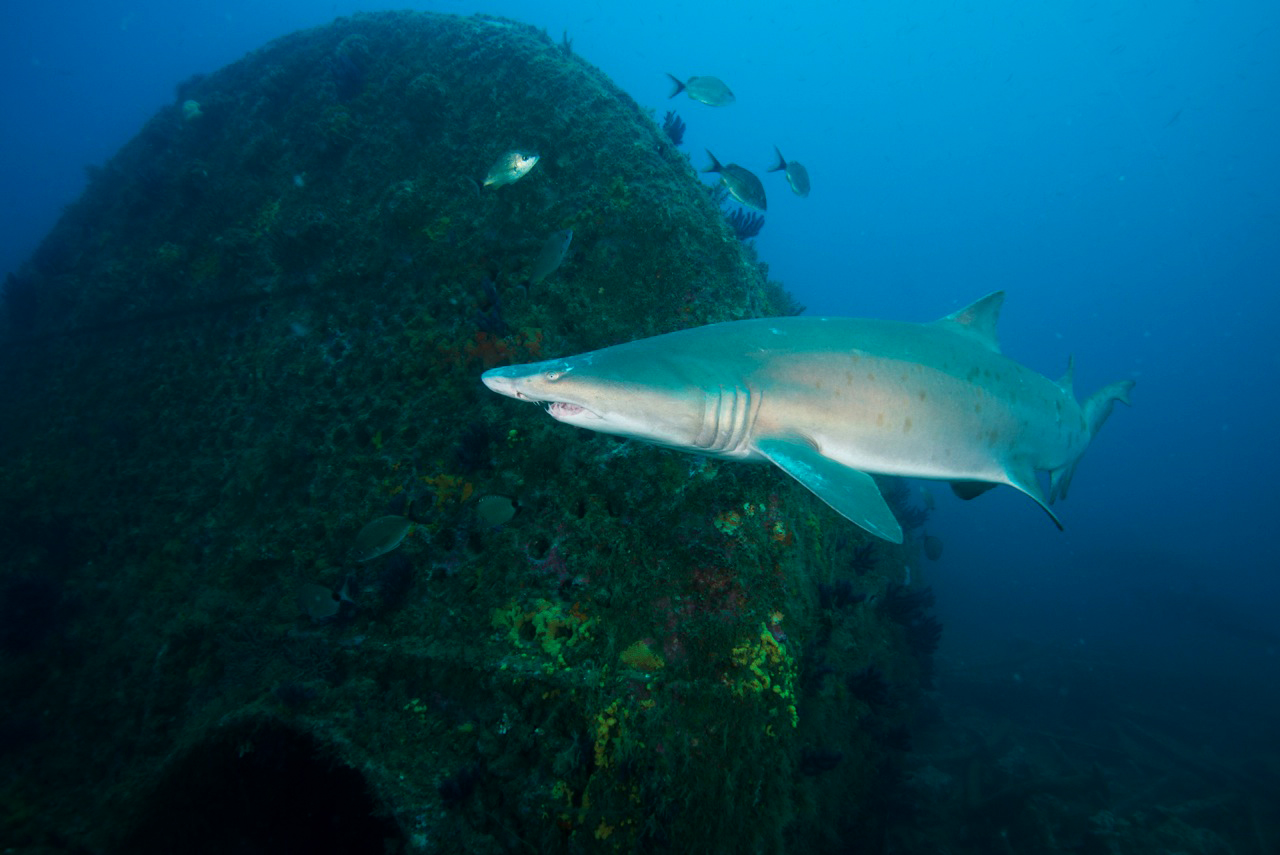
Sandtigerhai am Wrack der USS Monitor, 2016

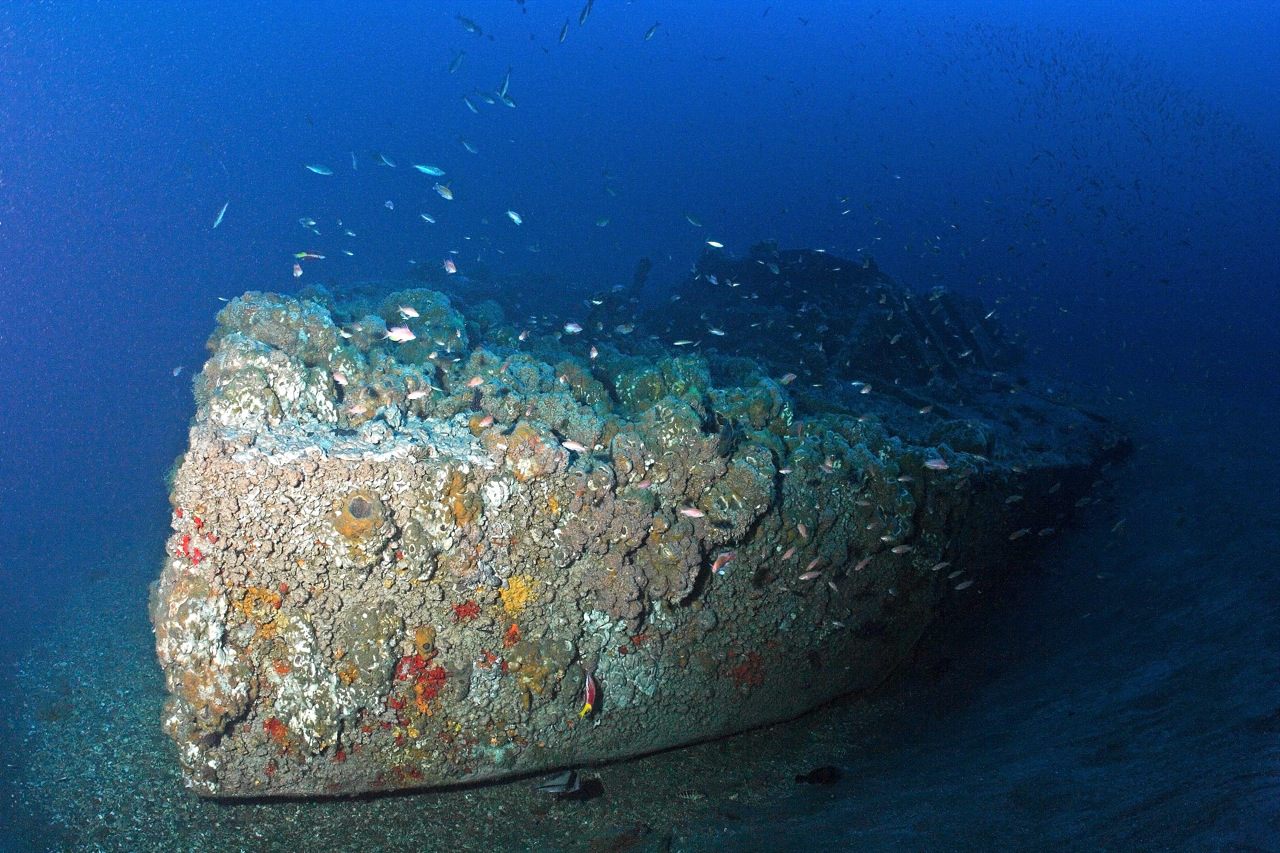
Heckstück der 54 m langen USS Monitor, 2008

Monitor National Marine Sanctuary ist eines von 17 Meeresschutzgebieten in den USA, die mit der Bezeichnung National Marine Sanctuary zusammengeschlossen sind. Das erste und älteste, 1975 geschaffene Areal besitzt im Zentrum ein Korallenriff, das auf dem Wrack des am 31. Dezember 1862 gesunkenen Panzerschiffs Monitor entstanden ist. Es gilt als eines der wichtigsten Zeugnisse des amerikanischen Bürgerkriegs. Geschützt ist der Meeresgrund im Umkreis von einer Seemeile rund um das Wrack einschließlich der darüberliegenden Wassersäule und der Wasseroberfläche. Die Wassertiefe beträgt dort durchschnittlich 70 Meter.
Eine Vielzahl von Fisch- und Wirbellosenarten leben auf dem Wrack der USS Monitor und in seiner Umgebung als Habitat, darunter die Bernsteinmakrele, Schwarzer Sägebarsch, Austernfisch und Großer Barrakuda.

## Geschichte
Die USS Monitor war der Prototyp einer für seichte Seegewässer, Ästuare und größere Flüsse im Amerikanischen Bürgerkrieg konzipierten Schiffsneuentwicklung, die durch starke Bewaffnung sowie Panzerung des Rumpfes und der Aufbauten sehr wehrhaft, aber langsam und von kleiner Bauart war. Es wurde als nicht seetüchtig klassifiziert. Mehrere Dutzend dieser Schiffe wurden bis Ende dieses fünf Jahre andauernden Krieges gebaut oder auf Kiel gelegt. Der geringe Freibord wird heute als der Grund angesehen, warum das Schiff in schwerer See kenterte. Das Unglück ereignete sich bei einem Schleppmanöver südöstlich vor Cape Hatteras. Dabei verloren 16 der 62 Mann starken Besatzung ihr Leben.
Erst über einhundert Jahre später, am 27. August 1973, wurde das Wrack wiederentdeckt. Daran beteiligt war ein interdisziplinäres Team von Wissenschaftlern des Meereslabors der Duke University. Mit einer zweiten Expedition im Jahr darauf wurde die Identität der USS Monitor bestätigt. Zum 113. Jahrestag des Stapellaufs des Schiffes am 30. Januar 1975 erklärte die National Oceanic and Atmospheric Administration (NOAA) das Wrack der USS Monitor zum ersten nationalen Meeresschutzgebiet der USA.: S. 53 1986 wurde das Schutzgebiet zur National Historic Landmark – genauer: zu einem Teil des National Register of Historic Places – deklariert.
Zwischen den ersten Tauchgängen in den 1970er Jahren bis zu den zuletzt 2016 durchgeführten wissenschaftlichen Untersuchungen hat sich gezeigt, dass der Schiffsrumpf durch die dauernde Einwirkung des Salzwassers immer schneller zerfällt.
1998 wurde von der US-amerikanischen National Oceanic and Atmospheric Administration (NOAA) ein Plan entwickelt, zeitgeschichtlich bedeutsame Objekte aus dem Schiff zu bergen. Dazu gehörten der Propeller, der drehbare Geschützturm, der Anker und die Dampfturbine. Die Überreste der beiden im Geschützturm eingeschlossenen Seeleute wurden ebenfalls geborgen und zur Identifizierung auf die Hickarm Air Force Base in Hawaii gebracht. Andere Gegenstände wie ein lederner Bucheinband, Glasflaschen, Kohlestücke und Walnusshälften wurden konserviert und werden heute im Mariners’ Museum in Newport News, Virginia, ausgestellt.

## Schutz
Der Schutz dieser historischen Gedenkstätte unterliegt strengen Auflagen, die genau festgelegt sind und deren Einhaltung von der NOAA überwacht wird. Dazu gehört der Umgang mit Schiffen rund um den Schutzort und insbesondere der Zugang zum Wrack, der ausschließlich wissenschaftlichen Zwecken vorbehalten ist und der die schriftliche Bewilligung der Behörden erfordert. Der Ort soll für zukünftige Generationen erhalten und erlebbar bleiben, sowohl in kulturhistorischer als auch in biodiverser Hinsicht. Zu den Strategien gehört die zukünftige Öffnung auch für nicht-wissenschaftliche Zwecke.: S. 56
Drei wesentliche Ziele werden mit dieser Unterschutzstellung sichergestellt:
1. Beobachtung und Erforschung des wichtigen Lebensraumtyps im Monitor National Marine Sanctuary (MNMS),
2. Beobachtung und Erforschung biologischer Gemeinschaften, die auf und um die USS Monitor leben,
3. Förderung der Biodiversität in Verbindung mit natürlichen und künstlichen Lebensräumen innerhalb des MNMS und Untersuchungen, wie sie sich aufgrund verschiedener Belastungen verändern könnten.

Als Ergebnis werden regelmäßig Forschungsberichte herausgegeben, Karten der Lebensräume erstellt, Listen mit den vorkommenden Pflanzen- und Tierarten veröffentlicht und Kommunikations- und Aufklärungsmaterial erstellt, das sich auf die biologische Vielfalt von Schiffswracks konzentriert und sich an Interessengruppen und Mitglieder der Organisation richtet.